# إزرائيل س. وايت
إزرائيل س. وايت (بالإنجليزية: Israel C. White) هو جيولوجي أمريكي، ولد في 1 نوفمبر 1848 في مقاطعة مونونغاليا في الولايات المتحدة، وتوفي في 24 نوفمبر 1927 في بالتيمور في الولايات المتحدة.